# Pachyschistochila carnosa
Pachyschistochila carnosa là một loài rêu tản trong họ Schistochilaceae. Loài này được (Mitt.) R.M. Schust. & J.J. Engel miêu tả khoa học lần đầu tiên năm 1982.